# Harvey Keitel
Harvey Keitel, född 13 maj 1939 i Brooklyn i New York, är en amerikansk skådespelare. Keitel har medverkat i filmer av bland annat Martin Scorsese, Wes Anderson och Quentin Tarantino. Hans genombrott kom i Scorseses Dödspolarna från 1973.
Keitel har liksom Robert De Niro medverkat i flera av Martin Scorseses filmer och har liksom han också gjort en rad nyanserade och uppskattade rolltolkningar av klassiska italiensk-amerikanska karaktärer i amerikansk maffiamiljö. Själv är han dock av polskt-judiskt och rumänskt-judiskt ursprung.

## Filmografi i urval
- 1968 – Vem knackar på min dörr?
- 1973 – Dödspolarna
- 1974 – Alice bor inte här längre
- 1976 – Taxi Driver
- 1978 – Avdelning 291
- 1977 – Duellanterna
- 1982 – Gränsen
- 1983 – Exposed
- 1987 – Galen i Randy
- 1988 – Kristi sista frestelse
- 1989 – Januarimannen
- 1990 – The Two Jakes
- 1991 – Mördande vänskap
- 1991 – Thelma & Louise
- 1991 – Bugsy
- 1992 – De hänsynslösa
- 1992 – En värsting till syster
- 1992 – Den korrumperade snuten
- 1993 – Kodnamn: Nina
- 1993 – Pianot
- 1993 – Blodröd sol
- 1994 – Pulp Fiction
- 1995 – Smoke
- 1995 – Blue in the Face
- 1995 – Clockers
- 1996 – From Dusk Till Dawn
- 1997 – Cop Land
- 1997 – FairyTale: A True Story
- 1999 – Holy Smoke
- 2000 – U-571
- 2000 – Little Nicky
- 2001 – The Grey Zone
- 2001 – Taking Sides
- 2002 – Röd drake
- 2003 – Crime Spree
- 2005 – National Treasure
- 2005 – Be Cool
- 2005 – När hjärtat blir varmt
- 2006 – A Crime
- 2007 – National Treasure: Hemligheternas bok
- 2008–2009 – Life on Mars (TV-serie) (17 avsnitt)
- 2010 – Little Fockers
- 2012 – Moonrise Kingdom
- 2013 – The Congress
- 2014 – The Grand Budapest Hotel
- 2015 – Youth
- 2015 – The Ridiculous Six